# John Denison (8e baron Londesborough)
John Albert Lister Denison, 8e baron Londesborough, (30 mai 1901 - 5 avril 1968), est un homme politique et pair héréditaire britannique.

## Biographie
John Albert Lister Denison est né le 30 mai 1901. Il est le fils d'Harold Albert Denison et de Katherine Lister.  
Il fait ses études au Wellington College à Crowthorne (Berkshire, Angleterre), puis il continue ses études au Trinity College, à l'Université de Cambridge (Cambridge, Cambridgeshire) en Angleterre.
Il est ingénieur et est enregistré en tant que membre associé de l'Institution of Civil Engineers (AMICE).
Il combat pendant la Seconde Guerre mondiale, dans la Royal Artillery et les « Royal Electricial and Mechanical Engineers ». Il est décoré de la Territorial Décoration. 
Il succède, comme baron Londesborough le 31 octobre 1967, à son cousin Conyngham Denison. Il siège à la Chambre des lords de 1967 à 1968 avec les Crossbencher.
Il décède le 5 avril 1968 à l'âge de 66 ans et est remplacé par son fils, Richard Denison, dans ses titres.

## Famille
Il épouse en premières noces, le 8 janvier 1949, Lesley Maxwell Gordon Churchill, fille d'Herbert Forbes Churchill. Ils n'ont pas d'enfants et divorcent en 1953. 
Il épouse en secondes noces, le 15 juin 1957, Elizabeth Ann Sale, fille d'Edward Little Sale. Ils ont un fils :
- Richard Denison, 9e baron Londesborough (2 juillet 1959 - ) épouse Rikki Morris, dont descendance.

## Distinctions
- Territorial Decoration
- 1939-45 Star (1945)
- Atlantic Star (mai 1945)